# 人民協定

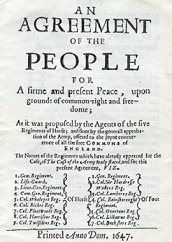
人民協定の文書

人民協定/人民協約（じんみんきょうてい/じんみんきょうやく、英：An Agreement of the People）は、清教徒革命（イングランド内戦）下のイングランドで平等派が起草・発表した国政改革の草案。1647年に起草、1649年に議会へ提出されたが、立法化しなかった。1653年に制定された統治章典の参考にされた。

## 経過
1647年の長期議会では長老派と独立派が、ニューモデル軍では独立派と平等派が対立、オリバー・クロムウェルら独立派と平等派が合同で軍をロンドンへ進め長老派の議会を威圧した。一方でクロムウェルの婿で独立派のヘンリー・アイアトンは軍の政治改革を形にした建議要目を発表し何とか軍と議会の対立収束を図ったが、平等派は納得せず自分達の要求を記した草案（人民協定）を提出、10月28日にロンドン南西郊外パトニーで2つの草案を議題としたパトニー討論が開催された。
人民協定の内容は議会解散と選挙で新たな下院選出、選挙区改正と2年に1回の議会開催、議会の権限強化など建議要目と共通した項目が多いが、急進的な提案も含まれていた。
1. 自然権に基づく国民主権。
2. 法の前での平等。
3. 信仰の自由。
4. 上院と王政の廃止。
5. 人口に比例した選挙区と議員定数の改定、普通選挙の要求。

共和制を理想としたこれらの提案はクロムウェル・アイアトンに受け入れられなかった。平等派の主張を聞いた2人は部分的に同意しつつも秩序破壊と混乱をもたらすことを恐れ、議論は最初から平行線を辿った。この溝は埋まらないまま11月8日にパトニー討論は散会、参加した兵士と士官達を所属連隊に戻らせたクロムウェルは平等派を弾圧、強引な手段で軍の団結を勝ち取ると、幽閉先から脱走したチャールズ1世の手引きで南下したスコットランド軍を迎撃した（第二次イングランド内戦）。
1649年1月に平等派は独立派の主張に沿って修正した人民協定をランプ議会へ提出したが、立法化しなかったことに憤慨し5月に軍の反乱を煽ったが、クロムウェルに完全鎮圧され軍は彼の下で結束、平等派は勢力を失い没落していった。クロムウェルは軍の団結維持と過激派排除は果たしたが、人民協定と建議要目が唱えた憲法理念は忘れ去られ、普通選挙などの実現は19世紀まで待たなければならなかった。